# Zaza Lacus
Il Zaza Lacus è una struttura geologica della superficie di Titano.